# Fosa pterigopalatină
Fosa pterigopalatină (Fossa pterygopalatina) numită și fosa sfenomaxilară sau fosa Bichat este un spațiu piramidal mic, vertical și adînc, strîmt în jos (vârful) și mai larg în sus (baza), între procesul pterigoid al sfenoidului, maxila și osul palatin, medial de fosa infratemporală, cu care comunică. Fosa pterigopalatină are forma unei piramide patruunghiulare, care prezintă o bază, un vârf și patru pereți (anterior, posterior, medial și lateral).

## Pereții fosei pterigopalatine
- Baza este largă și îndreptată în sus. Este formată din fața maxilară a aripii mari a sfenoidului și de fața inferioară a corpului acestuia. Aici se găsește gaura rotundă și fisura orbitară inferioară
- Vârful este îngust și îndreptat în jos. Este format de unghiul format de procesului pterigoid al osului sfenoid cu tuberozitatea maxilei. Vârful se continuă cu trei canale: canalul palatin mare și două canale palatine mici.
- Peretele anterior este format de porțiunea superomedială a feței posterioare  (infratemporale) a maxilei. Pe el se află găurile și canalele alveolare.
- Peretele posterior este alcătuit din fața maxilară a aripii mari a osului sfenoid și din fața anterioară a rădăcinei (bazei) procesului pterigoid al sfenoidului. Aici se găsește canalul pterigoidian.
- Peretele medial este format de fața laterală a lamei perpendiculare a osului palatin, procesul orbitar și procesul sfenoidal al osului palatin. Pe acest perete se află gaura sfenopalatină.
- Peretele lateral practic lipsește; el este substituit de fisura pterigomaxilară.

## Conținutul fosei pterigopalatine
În fosa pterigopalatină se află ganglionul pterigopalatin, nervul maxilar și ramurile lui, și terminația arterei maxilare și se se deschid o serie de orificii și canale de comunicație cu regiunile învecinate, pentru vase și nervi.

## Comunicările fosei pterigopalatine
Fosa pterigopalatină comunică cu:
- cu cavitatea craniului – prin gaura rotundă , prin care nervul maxilar pătrunde în această fosă.
- cu orbita – prin fisura orbitară inferioară, prin care ies nervul maxilar și artera suborbitară.
- cu cavitatea nazală – prin gaura sfenopalatină, prin care trec ramuri nervoase din ganglionul sfenopalatin și artera sfenopalatină.
- cu exobaza  craniului – prin canalul pterigoidian (vidian), prin care trece artera și nervului canalului pterigoidian.
- cu cavitatea orală – prin canalul palatin mare și canalele palatine mici, care se deschid pe  porțiune  posterolaterală a palatului dur. Prin canalul palatin mare trec nervul palatin mare și artera palatină descendentă. Prin cele două canale palatine mici trec arterele și nervii omonimi.
- cu alveolele dentare – prin orificiile și canalele alveolare de pe tuberozitatea maxilei, prin care  trec nervii și arterele alveolare.
- cu fosa infratemporală – prin fisura pterigomaxilară, prin care trece artera maxilară.